# Andratx
Andratx, en catalan et officiellement (Andrach en castillan), est une commune d'Espagne de l'île de Majorque dans la communauté autonome des Îles Baléares. Elle est située à la pointe sud-ouest de l'île à une trentaine de kilomètres de Palma, dans la comarque de la Serra de Tramuntana.

## Géographie

Localisation de l'île Majorque dans les Îles Baléares.
Localisation d'Andratx dans l'île de Majorque.
Localisation de la comarque de la Serra de Tramuntana dans l'île de Majorque.

La commune est formée de cinq localités ou quartiers : Andratx, Port d'Andratx, s'Arracó, Sant Elm et Camp de Mar. L'île de Sa Dragonera lui est également rattachée.

## Culture et patrimoine
La municipalité accueille sur son territoire le parc naturel de Sa Dragonera situé sur l'île éponyme et créé en 1995.